# Henning Solberg
Henning Solberg (Askim, 8 de janeiro de 1973) é um piloto norueguês de rali. Compete no Campeonato Mundial de Rali (WRC).
Tal como o seu irmão mais novo Petter Solberg, que foi campeão mundial em 2003, começou a sua carreira como piloto de Bilcross e Rallycross até chegar ao rali em meados dos anos 1990. Entre 1999 e 2003, tornou-se Campeão Norueguês de Rali por cinco anos seguidos.
Na temporada de 2006, Henning participou em 12 das 16 provas do Mundial, mais o Rali da Noruega com um Peugeot 307 WRC pela Team Bozian Racing. Conseguiu o seu primeiro podium da carreira, acabando em 3º lugar no Rali da Turquia desse ano.
Na temporada de 2007, Solberg conseguiu o seu segundo pódio no WRC terminando em 3º lugar com o seu Ford Focus RS WRC 06, no Rali da Noruega, quando este fez parte do Mundial WRC pela primeira vez.